# Forbidden Door (2025)
Forbidden Door 2025 será un evento de pago por visión (PPV) de lucha libre profesional coproducido por la empresa estadounidense All Elite Wrestling (AEW) y la empresa japonesa New Japan Pro-Wrestling (NJPW). Será el cuarto evento anual de Forbidden Door y tendrá lugar el 24 de agosto de 2025 en el The O2 Arena, de Londres, Inglaterra. Coincidiendo con el fin de semana festivo de agosto en el Reino Unido, anteriormente ocupado por All In. Este será el primer Forbidden Door que se celebre en agosto, ya que los tres primeros eventos se celebraron en junio, y también será el primero que se celebre fuera de Norteamérica.

## Producción

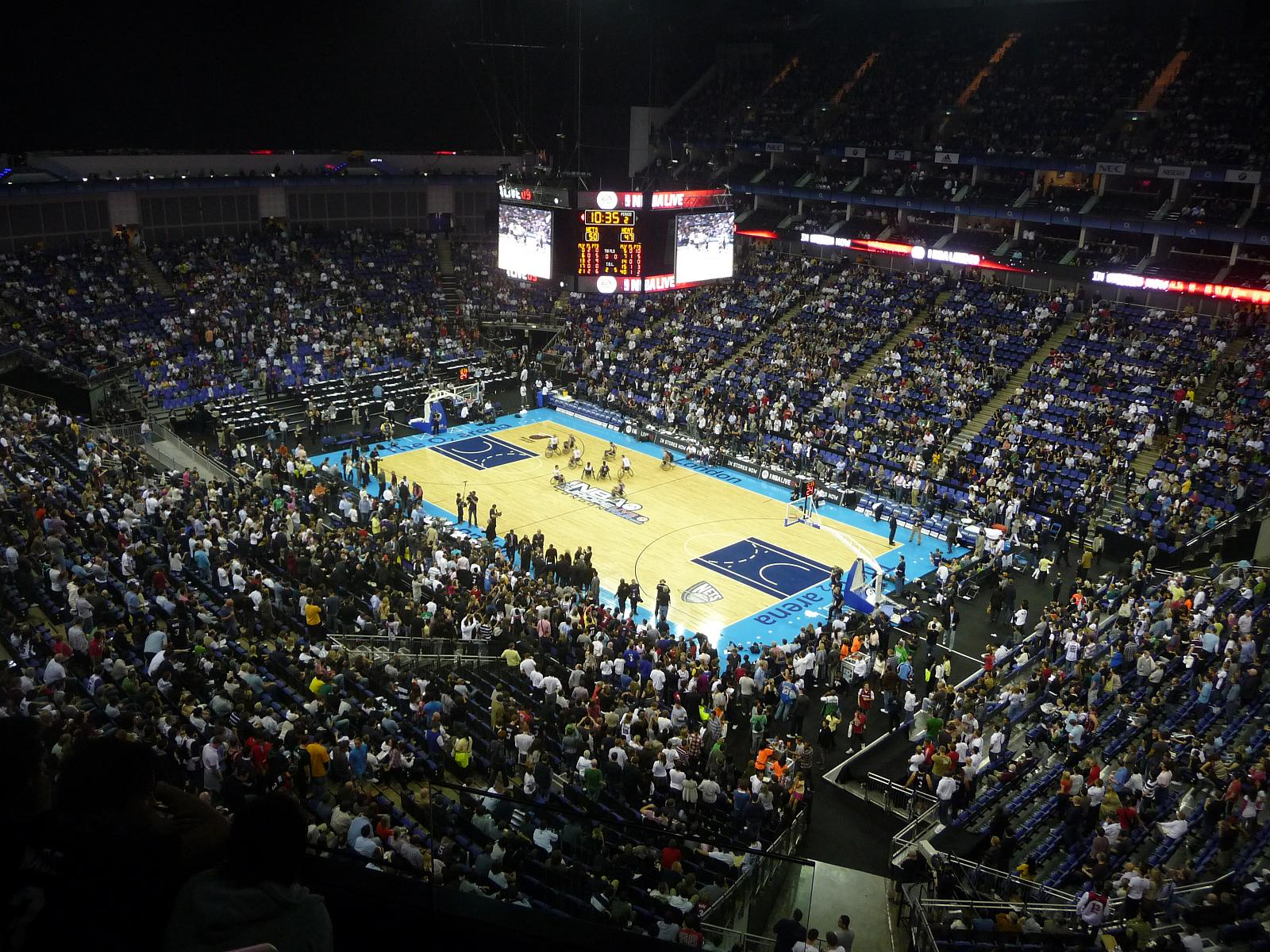
El evento se llevará a cabo en el The O2 Arena en Londres, Inglaterra.

Forbidden Door es un evento anual de pago por visión (PPV) de lucha libre profesional coproducido por la empresa estadounidense All Elite Wrestling (AEW) y la empresa japonesa New Japan Pro-Wrestling (NJPW). Establecido en 2022, el evento se lleva a cabo en junio y presenta combates de lucha libre profesional entre luchadores de las dos compañías. El evento toma su nombre del término que AEW utiliza a menudo cuando se refiere a trabajar en conjunto con otras promociones de lucha libre profesional. El evento de 2024 también contó con algunos luchadores de la promoción hermana de NJPW, World Wonder Ring Stardom, y del Consejo Mundial de Lucha Libre (CMLL). El evento toma su nombre del mismo término que suele utilizar AEW cuando se refiere a trabajar con otras promociones de lucha libre profesional.
En agosto de 2024, se mostraron anuncios publicitarios fuera del Estadio de Wembley, en Londres, Inglaterra, días antes del evento All In que se celebró en ese recinto el 25 de agosto, anunciando que Forbidden Door 2025 tendría lugar en Londres.  Durante All In: Zero Hour, se confirmó que el Forbidden Door 2025 se celebraría en Londres el 24 de agosto de 2025. Este será el primer evento celebrado fuera de Norteamérica y el quinto evento de AEW fuera del continente. También será el primer Forbidden Door celebrado en agosto, ya que los tres eventos anteriores se celebraron en junio, y a su vez se celebrará durante el fin de semana festivo de agosto en el Reino Unido, que anteriormente ocupaba All In en los dos años anteriores.
Al igual que Double or Nothing y  All In, Forbidden Door se enfrentará a Heatwave, un evento en directo producido por WWE para su marca de desarrollo, NXT.

## Luchas Pactadas
- Lights Out Steel Cage Match: Golden☆Lovers (Kenny Omega & Kota Ibushi), Will Ospreay, Darby Allin & Hiroshi Tanahashi vs. Death Riders (Jon Moxley,   Claudio Castagnoli & Gabe Kidd) & The Young Bucks (Matt Jackson & Nick Jackson).
- Campeonato Unificado de AEW: Kazuchika Okada (c) (con Don Callis) vs. Swerve Strickland (con Prince Nana).
- Campeonato Mundial Femenino de AEW: «Timeless» Toni Storm (c) vs. Athena.
- Campeonato TBS de AEW: Mercedes Moné (c) vs. Alex Windsor vs. Persephone vs. luchadora por anunciar.
- Campeonato Mundial en Parejas de AEW: The Hurt Syndicate (Bobby Lashley & Shelton Benjamin) (c) (con MVP) vs. FTR (Cash Wheeler & Dax Harwood) o Brodido (Brody King & Bandido).
- Campeonato Mundial de AEW: «Hangman» Adam Page (c) vs. MJF.
- Campeonato TNT de AEW: Kyle Fletcher (c) vs. Hiromu Takahashi.
- Cope & Christian Cage vs. The Matriarchy (Nick Wayne & Kip Sabian) (con Shayna Wayne).
- Campeonato Mundial Peso Pesado de la IWGP: Zack Sabre Jr. (c) vs. Nigel McGuinness (con Daniel Garcia).